# Fényképezés

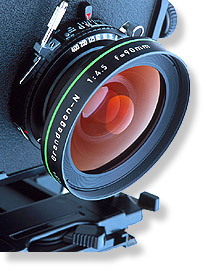
Nagy formátumú kamera és optikai lencséje

A fotográfia vagy fényképészet a fény által közvetített képi információk rögzítése technikai eszközök (fényképezőgép, fényérzékeny anyag, fotovoltaikus eszközök stb.) segítségével. Célja lehet gyakorlati vagy művészi. Kezdetben a fotó nem akart többnek látszani mint precíz leképező eszköz (a világkiállításokon is a tudományos és technikai újítások között kapott helyet). A 19–20. század fordulóján kezdték művészi felhasználását egyre szélesebb körben művészetként elismerni, ezért csak a 20. század elején vált a hatodik művészeti ággá. Elnevezése a görög φως phosz („fény”), és γραφις graphisz („rajz”) szóból ered, együtt „fénnyel rajzolás” vagy „fényrajz” a jelentése.

## Története
A fényképezést több új a hagyományos festészettől egyre eltávolodó látványélmények előzték meg, melyek közvetlenül vezettek el, mintegy kiváltó okai voltak a fényképezésnek.
A fényképészet – miként a nagy találmányok általában – nem a véletlen szülötte volt, hanem társadalmi igény hívta életre. A fényképezés technikai feltételeit, vagyis a fény optikai és kémiai hatását már korábban ismerték. A fényképezőgép őse, a camera obscura képalkotását már a középkori arabok is feljegyezték. Használata a 17. század óta széles körben elterjedt a művészek között. Az ezüstsók fényérzékenységét pedig a 18. század elején fedezte fel Heinrich Schulze német vegyész.
A 19. század legfőbb irányzata, a biedermeier, a gépek, a technika iránti tisztelet, modernség, illetve az ezek által a valósághű ábrázolásra való törekvés mintegy szükségszerűvé tette a fotográfia feltalálását. Az igény megjelenésével egyidejűleg, egymástól függetlenül több kutató is megoldotta a camera obscura által rajzolt kép rögzítésének technikai problémáját.

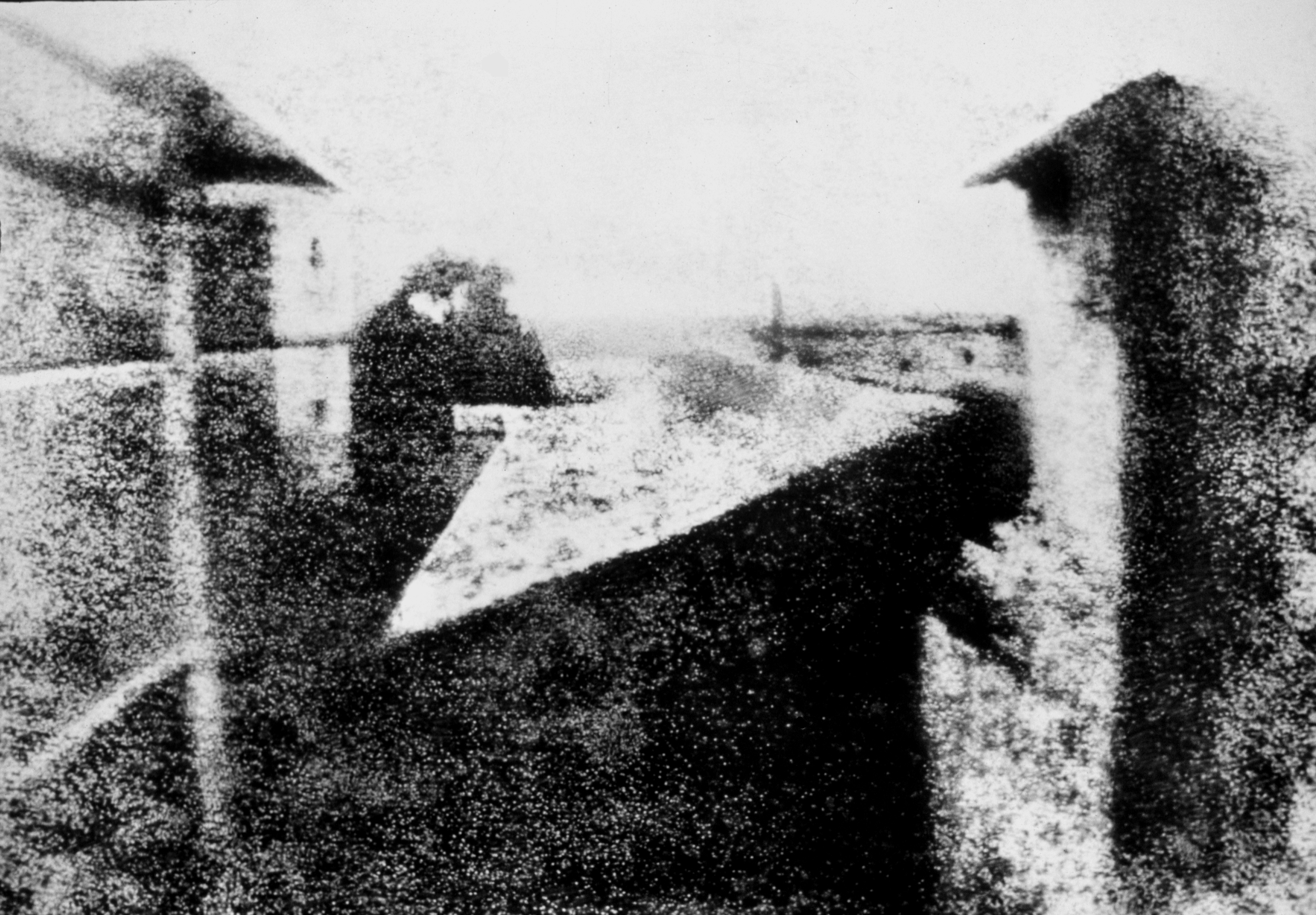
A legrégebbi fennmaradt fénykép 1827-ből: Kilátás a dolgozószobából. A felvételt Joseph Nicéphore Niépce, a fotográfia egyik feltalálója készítette több mint 8 órás expozícióval Saint-Loup-de-Varennes-ben lévő házának ablakából

Joseph Nicéphore Niépce és Louis Daguerre találmányát utóbbi pártfogója, Arago, a nagy tekintélyű fizikus és csillagász 1839. január 7-én jelentette be a Francia Akadémián. Miután a francia állam a találmányt életjáradék fejében megváltotta, a világnak ajándékozta, hogy bárki szabadon foglalkozhasson a fényképezéssel. Ugyanez év augusztus 19-én a Tudományos és Képzőművészeti Akadémia együttes ülésén hihetetlen nemzetközi érdeklődés közepette, a vegyi eljárást részletezve ismertette a dagerrotípia készítését. Ezt a napot, 1839. augusztus 19-ét, tekinthetjük a fényképészet megszületésének. Hatalmas sikerét jól példázza, hogy alig egy évvel a bemutató után, 1840-ben, már több mint 20 nyelven jelent meg leírás róla, többek között magyarul is. A sors fintora, hogy William Henry Fox Talbot 1839. január 31-én a londoni Royal Societynek bemutatott negatív-pozitív eljárása, a talbotípia megelőzte a francia bejelentést, azonban olyan szabadalmi megkötések voltak rajta, amelyek nem kelhettek versenyre a „világnak ajándékozott”, vagyis közkincs dagerrotípiával. A sors másik fintora, hogy Daguerre a magáról elnevezett dagerrotípiához nem sokat tett hozzá, azt gyakorlatilag Nicéphore Niépce dolgozta ki, azonban korai halála és a vele kötött szerződésen Daguerre nevét írták az első helyre, az elkészült képrögzítési eljárás is az ő nevét kapta.
A következő évtizedekben a képrögzítési eljárások fejlődése, az expozíciós idő rövidülése, a folyamatosan fejlődő technika vívmányainak felhasználása a fényképezőgépekben, illetve maga a fényképezőgép (a váz) és az objektívek fejlődése gyakran kihatott az uralkodó fényképészeti irányzatokra, stílusokra. A celluloid film 1887-es, majd az első, kifejezetten amatőr- és hobbifényképészek számára kifejlesztett gép 1888-as kifejlesztésével és piacra dobásával, illetve az előhívólaborok megnyitásával George Eastman és Henry Strong cége, az Eastman Kodak Company több mint egy évszázadra bebetonozta magát a vezető fotográfiai cégek közé, s ennek az iparnak a 19–20. század fordulóján, illetve a 20. század első évtizedeiben gyakorlatilag egyeduralkodója volt. A Kodak által bevezetett újítások és üzleti modell a fotográfiát a tehetősebbek szórakozásából, illetve „különleges státuszából” köznapivá és szinte bárki számára elérhetővé tette. A Kodak 1930-ban bekerült a Dow Jones Ipari Átlagba, ahonnan csak 2004-ben került ki. Egyúttal az addig roppant változatos képméretek kezdeti standardizálása is a Kodakon keresztül történt; fényképezőgépei és filmjei annyira elterjedtek voltak, hogy más film- és fényképezőgépgyártók is az ő méreteikre gyártották eszközeik, filmjeik többségét. Ezzel párhuzamban más cégek is próbálkoztak saját sztenderdek felállításával, több-kevesebb sikerrel, de például a Leica 1925-ben hozta forgalomba a 35 mm-es filmet, ami mind a mai napig az „alapfilm”, azaz a legelterjedtebb filmméret a hagyományos fényképezésben és filmezésben egyaránt.

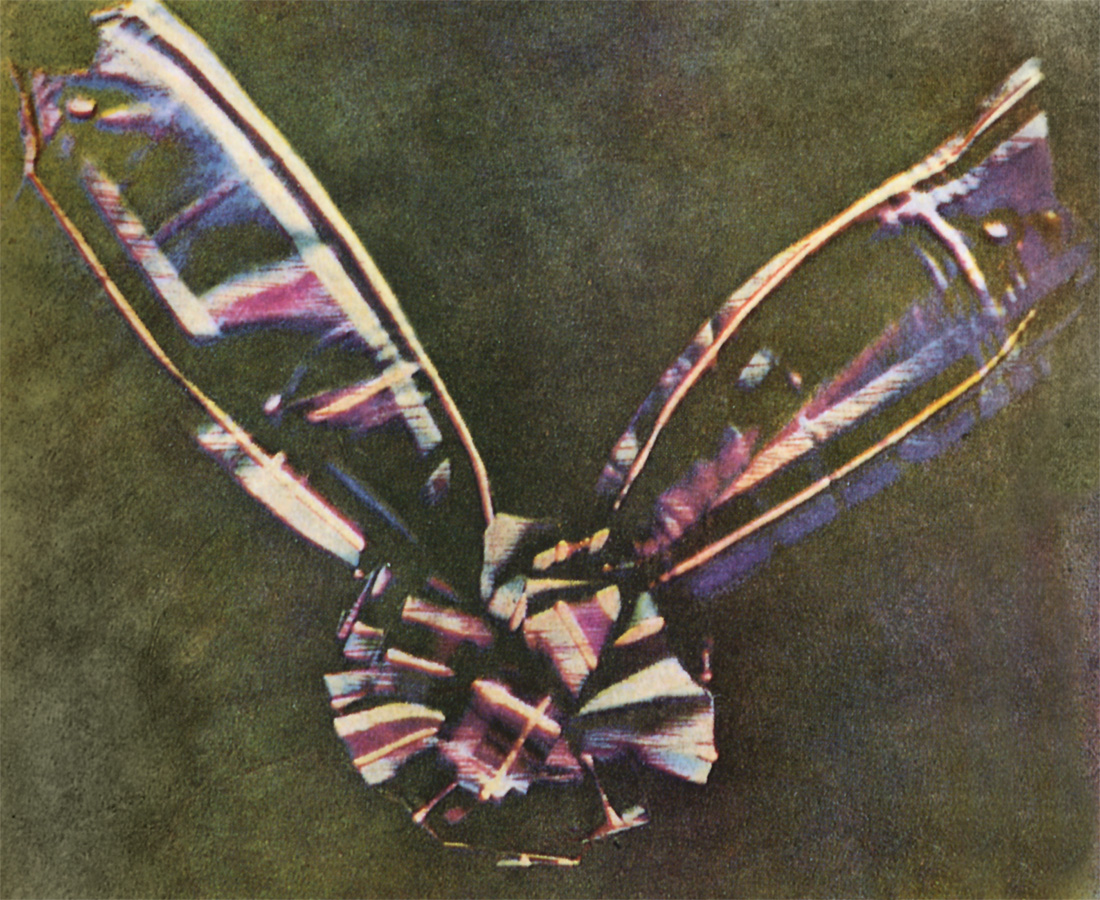
Az első színes fotográfia (Maxwell, 1861)

Noha az első színes képet az angol fizikus James Clerk Maxwell készítette 1861-ben, az 1910-es évekig azok ritkaságszámba mentek; az ilyenek többsége eredetileg fekete-fehér kép volt, amit kézzel-ecsettel utólag színeztek ki. Az első színesfilmet 1907-ben hozta forgalomba a Kodak, amely az autokróm eljárásra épült, de a színeket teljesen valóságosan visszaadó filmre, a színes fotográfia valódi megszületésére 1935-ig várni kellett, amikor a Kodak piacra dobta az előző évben kikísérletezett Kodachrome nevű filmjét.
 hívja a képet. Eztán még tíz évnyi fejlesztőmunka következett, mielőtt 1947. február 21-én bemutathatta 18×24 cm-es kameráját és a polaroid eljárást az Optical Society of Americának. Kereskedelmi forgalomba kerülését követően jelentős sikereket ért el, noha a polaroidfilm 9-10-szer is drágább volt a normál filmnél, és kizárólag a cég által gyártott kamerákban volt használható. Az első Polaroid diapozitív 1957-ben, míg az első színes Polaroid kép csupán 1963-ban készülhetett el.
1938-ban Mihályi József Ödön elkészítette a világ első automatikus expozíciót lehetővé tévő fényképezőgépét, a Super Six-20-at. 
1948-ban Dulovits Jenő (Gamma Művek) feltalálja az első tükörreflexes, vízszintes betekintésű, beugrórekeszes objektívvel működő fényképezőgépet. 
1959-ben a Nikon Corporation forgalomba hozta a Nikon F nevű kameráját, amivel bevezette az F bajonettet mint szabványos kapcsolódási módot a fényképezőgépváz és a különböző optikák között, így egy adott objektívet különböző Nikon-gépeken is használni lehetett. Az ötlet olyan sikeresnek bizonyult, hogy rövid idő alatt számos fényképezőgép- és objektívgyártó cég is F bajonettel kapcsolta össze gépét és objektívjeit, egyúttal megteremtve a márkák ötvözésének újabb lehetőségét (pl. Leica gépen Nikon objektív, benne Agfacolor film). A Nikon F képkereső megoldása szintén hamar kvázi szabvánnyá vált.
Szintén 1959-ben került forgalomba az első teljesen automata fényképezőgép, az Agfa Optima. 1964-ben a Pentax kifejlesztette a TTL (through-the-lens, azaz az optikán keresztül) képkeresőrendszert, amivel a ma megszokott módon a keresőbe nézve közvetlenül az objektív által rajzolt kép vált láthatóvá.
A videótelefonok kifejlesztésén fáradozó AT&T Bell Laboratories a kutatások számos „melléktermékének” egyikeként 1973-ban előállította a világ első digitális fényképezőgépét, melyet az általuk kifejlesztett CCD-vel felszerelve a cég egyik partnere, a Fairchild Semiconductor hozott forgalomba még abban az évben. A számítógépek rohamos fejlődésével együtt járt a digitális fényképezőgépek gyors fejlődése is, 1986-ra a Kodak digitális gépe már egy megapixeles képek készítésére is alkalmas volt, azonban ezek akkoriban körülményes és költséges kidolgozása és magas ára miatt egészen az 1990-es évek végéig, a 2000-es évek elejéig gyakorlatilag alig voltak piaci forgalomban. Az első fényképezőgép, amely számítógépes fájlformátumban készített képet a Fuji DS-1P volt, 1988-ban, 16 megabájtos memóriakártyával, amit egy külön elem működtetett. Az első, kereskedelmi forgalomban kapható digitális kamera a Dycam Model 1 (avagy Logitech Fotoman) volt. A CCD képszenzorral ellátott gép digitálisan tárolta a képeket, amelyek letöltése végett közvetlenül csatlakoztatható volt számítógéphez. 1991-ben a Kodak piacra dobta a Kodak DCS 100-ast, a világ első digitális tükörreflexes fényképezőgépét, mely már az 1988-ban bevezetett JPEG formátumban rögzítette a felvételeket. A technika rohamos fejlődésével már csak idő kérdése volt, hogy mikor fogják a digitális gépek minőségben és elérhetőségben (árban) beérni a „hagyományos” masinákat.
1995-ben a Casio QV-10-es gépe volt először felszerelve LCD kijelzővel, az első CompactFlash kártyát pedig az 1996-ban megjelent Kodak DC-25-ben lehetett használni.
Szintén 1995-ben jelent meg a fényképezőgép és a videókamera első kereskedelmi forgalomban is elérhető digitális ötvözete, a rövid videók készítésére is alkalmas Ricoh RDC-1. Ezen gépek akkoriban gyakran horribilis ára (a Kodak DCS 100 például 13 000 dollárba került 1991-ben) azonban elriasztott szinte minden érdeklődőt. A „digitális áttörés” a Nikon D1 1999-es megjelenésével kezdődött, amelynek hatezer dollár alatti ára és 2,74 megapixeles felbontása már érdemessé tette megvételre a gazdagabb műkedvelők és profi fényképészek számára. A digitális kamerák „totális áttörése” 2003-ban jött el, amikor a Canon forgalomba hozta a Canon EOS 300D-t , a „digitális lázadót”. Ezer dollár alatti ára és hat megapixel feletti felbontása a számítógépek elterjedésével együtt gyorsan népszerűvé tette a digitális fényképezőgépeket, amik csakhamar kiszorították a „hagyományos” masinákat a piacról, maguk után vonva a fotólaborok és előhívó-üzletek gyors ütemű visszaszorulását, eltűnését.

## A fotósok

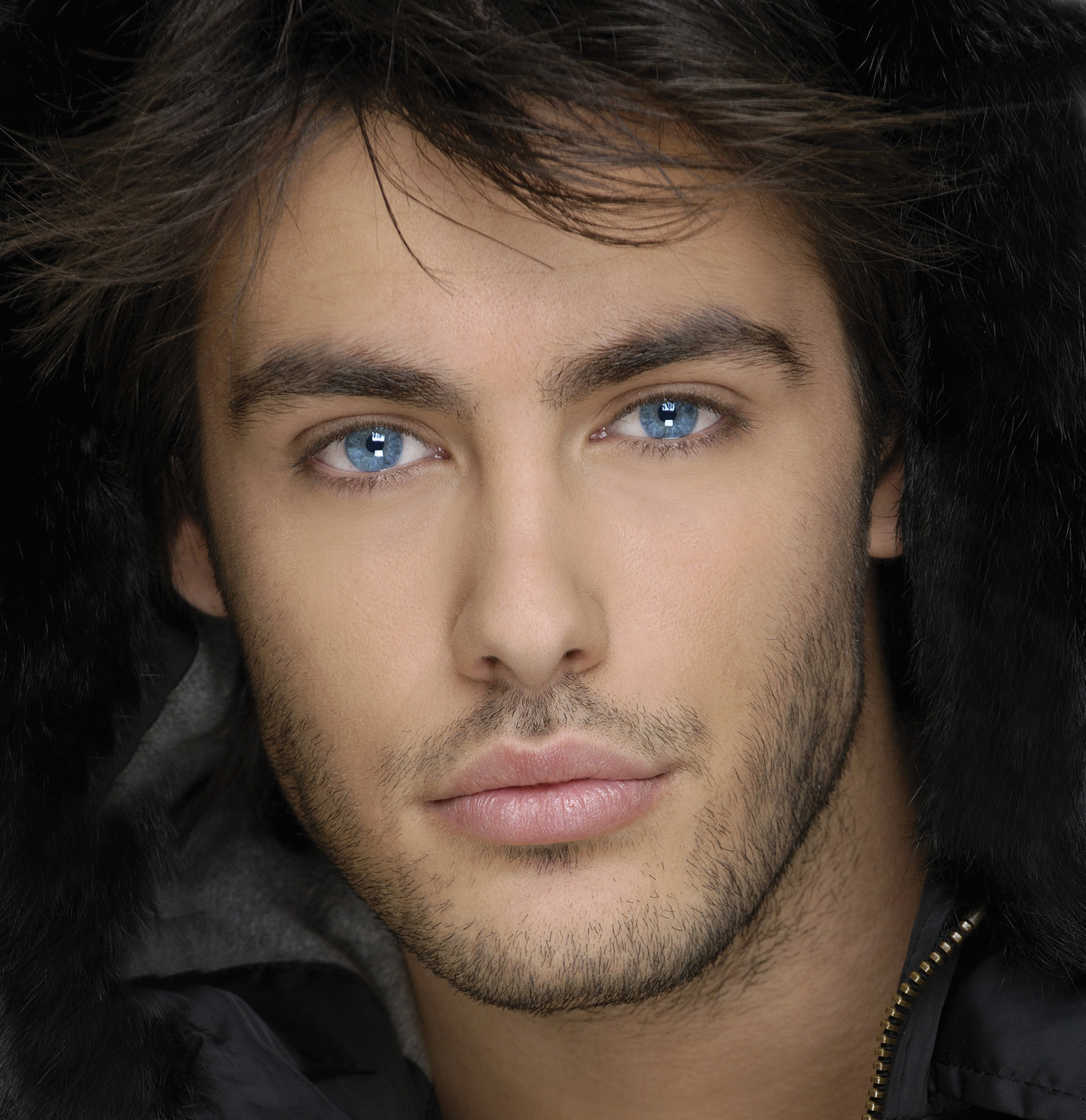
Alkalmazott fotós által készített modellfotó

A fényképet készítő státusa szerint lehet:
- hivatásos (profi)
fotóművész
fényképész iparos
alkalmazott fotós
- műkedvelő (amatőr)
- privát (családi fotós, régiesen knipszelő).

A kategóriák között természetesen vannak átjárások, azonban nem keverendők össze a szándék szerinti felosztással.
A fotós szándéka szerint megkülönböztethetőek:
- művészi célú
- alkalmazott célú (mint pl. a riportképek, az illusztrációs fotók, tudományos felvételek) és
- családi (privát) célból készült képek.

## A fényképezés kategóriái
Egy kép többféle (fotó)információs kategóriába is belekerülhet a közlési szándék szerint.

### Referenciális fotózás (valóság leképezése)
A referenciális fotóknál a kép tárgya (motívuma) a legfontosabb, minden más ezt a fő célt szolgálja, de arról nem terelheti el a figyelmet – elsősorban sajtófotóknál.
| A képek típusai - Portré - Hír-, eseménykép - Dokumentumkép - Tárgy fotó, reprodukció - Szövegillusztráló kép - Riportkép (információtöbblettel rendelkező kép) - Képriport (pl. képsorozat) | Alfajai - Politikai - Társadalmi - Ipari - Mezőgazdasági - Közlekedési - Ismeretterjesztő - Műszaki, építészeti - Mikro-, makrofelvételek - Sport - Színházi - Balett-, táncfelvételek - Filmképek, tévéképek (werkfotó is) - Divatképek - Képzőművészeti reprodukciók |

### Művészi fotózás (valóság teremtése)
A művészi képeken az esztétikai jelleg uralkodik. A fotó alkotója ilyenkor a saját egyéniségén keresztül értékeli és alakítja motívumát. A téma kiválasztása, a megfelelő technikai feltételek megteremtése, a pillanat megragadása együttesen határozzák meg a képet. Jellemző, hogy hosszú tervező folyamat előzi meg. Az olvasó (néző) képolvasási gyakorlatára is szükség van.

### Zsáner fotózás (életkép- vagy jelenetábrázolás, szórakoztatás)
A zsánerfotók, avagy nem informatív képek, melyek kizárólag szórakoztatásra, rendkívüliségek bemutatására szolgálnak – általában szöveginformáció nélkül (előfordul, hogy címe sincs). Célja lehet a meghökkentés, a meglepő események vagy humoros szituációk közlése.

## A fényképezés stílusirányzatai

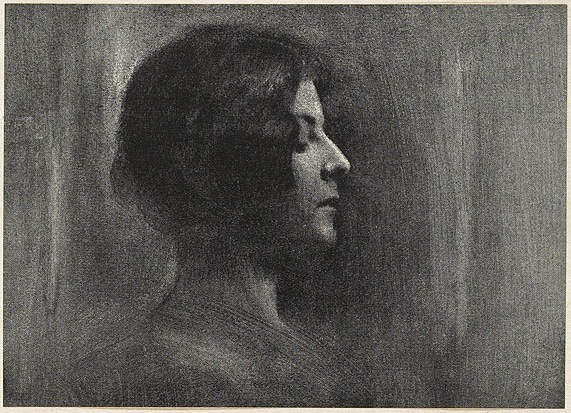
Robert Demachy "Severity" című festői fotográfiája (1904)

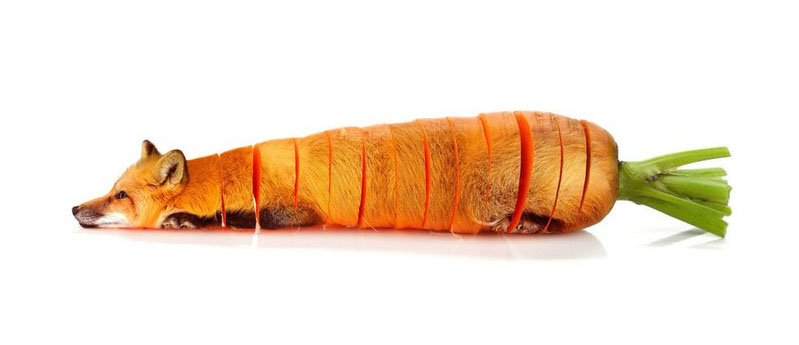
Sarah DeRemer "Carrox" Carrot/Fox című szürreális fotómanipulációja (2015)

A fotográfia művészettörténeti szempontból az alábbi stílusirányzatokra osztható fel:
- Realista
- Festőies törekvések (Piktorializmus vagy piktoralizmus)
Nagyjából a 19. század utolsó és a 20. század első éveire tehető egyéni képalakítás, amelynél a festőies hatásokat nem utólagos manipulációkkal, hanem az erre a célra szerkesztett lágyrajzú objektívekkel érték el.[5]

- Szürrealista
Ide tartoznak: a kollázs, a montázs, a képmódosító eljárások stb.
- Dokumentarista
Ilyenek a szociofotók stb.
- Absztrakt
Mint a fotogram, a mikro- és makrofényképezés stb.

## Műfaji meghatározások
- Portré
Emberábrázolások, arckép, önarckép
- Természetfotó
állat- és növényvilág, makrofotó
- Tájkép
városkép, épületfotó
- Eseményfotó
sport, riport, színház, tánc, rendezvény
- Csendélet, tárgyfotó
- Tudományos, műszaki fotó
csillagászati, mikro-, makrofelvétel, infravörös fotó, fotometria, víz alatti, spektográfia
- Illusztrációs fotó
reklám, divat
- Képzőművészeti fotó
átfestett fotó, kollázs, montázs, vegyes technikájú képek

## A fényképezőgép
A fényképezőgép mai formáját csupán a 20. század elején kapta, míg a celluloidfilm (a mai értelemben vett negatív film) a 19. század végén (1888-ban) került először forgalomba, Kodak néven.

### Képrögzítési eljárások

A zársebesség szemléltetése

Kezdetben a felvételek ezüstlemezre (dagerrotípia), majd az előhívási és képrögzítési technikák, eljárások fejlődésével rengeteg különböző sikeres, illetve kevésbé sikeres módon 1888-ig szinte kizárólag azonnal papírra, vagy üveglemezre készültek, utána George Eastman (illetve a szabadalmi vita megnyerése után Hannibal Goodwin) találmánya, a celluloidfilm fokozatosan (és teljesen) kiszorította ezeket.
A világ első színes felvételét az angol fizikus, James Clerk Maxwell készítette 1861-ben. Őt több jobb illetve kevésbé jó próbálkozás követte, de a színes képek egészen az 1910-es évekig ritkaságszámba mentek, főleg kézzel színezték őket. Az első színesfilmet 1907-ben hozta forgalomba a Kodak, amely az autokróm eljárásra épült, de a színeket teljesen valósághűen visszaadó filmre, a színes fotográfia valódi megszületésére 1935-ig várni kellett, amikor (szintén a Kodak cég) piacra dobta előző évben kikísérletezett Kodachrome nevű filmjét.
A készítés során alkalmazott képelőhívó és képrögzítő technikák alapján három nagy csoportot különböztethetünk meg: a direkt pozitív (vagy direktpozitív), a negatív, illetve a pozitív eljárásokat.
| A fényképezésnél közvetlenül pozitív képet kapunk. 1. dagerrotípia 2. amfitípia 3. ambrotípia 4. pannotípia 5. ferrotípia 6. papír gyorsfénykép 7. Autokróm 8. dufaycolor-film 9. fordítós filmek (diapozitívek) 10. polaroid 11. heliochrómia 12. fordítós papírok (pl. Cibachrome) | 1. talbotípia negatív 2. viaszpapír negatív (Le Gray-féle) 3. albuminos üvegnegatív 4. kollódiumos nedves eljárással készült üvegnegatív 5. kollódiumos szárazlemez 6. zselatinos szárazlemez 7. Eastman papírnegatív és papír tekercsfilm (Kodak) 8. nitrát tekercs- és síkfilm 9. acetát tekercs és síkfilm 9. poliészter tekercs és síkfilm 10. egyéb negatívok (papírra, más áttetsző anyagokra készült internegatívok stb.) |

#### Pozitív eljárások
1. talbotípia pozitív
2. sópapír
3. albumin
4. matt albumin
5. alboidin
6. kazoidin
7. celloidin
8. matt celloidin
9. zselatinos napfénypapír
10. zselatinos előhívópapír
11. cianotípia
12. argentotípia
13. papír porcelánkép
14. chromotípia
15. krisztóleum
16. platinotípia
17. palládiumkép
18. jódpapír
19. só-arrow-root papír
20. fotóporcelán
21. opáltípia
22. enyveshát
23. fotóárnykép
24. ivoritípia
25. sztereókép
26. panorámafotó
27. bélyegfotó
28. pigmentnyomat
29. szénnyomat
30. guminyomat
31. olajnyomat
32. olajátnyomás
33. ozotípia
34. ozobróm
35. enyvnyomat
36. Brómolajnyomat
37. brómolaj átnyomás
38. carbronyomat
39. pinatípia
40. mariotípia
41. woodburytípia
42. fotóheliogravür
43. fénynyomat
44. fotólitográfia
45. spitzertípia

#### Digitális képrögzítés

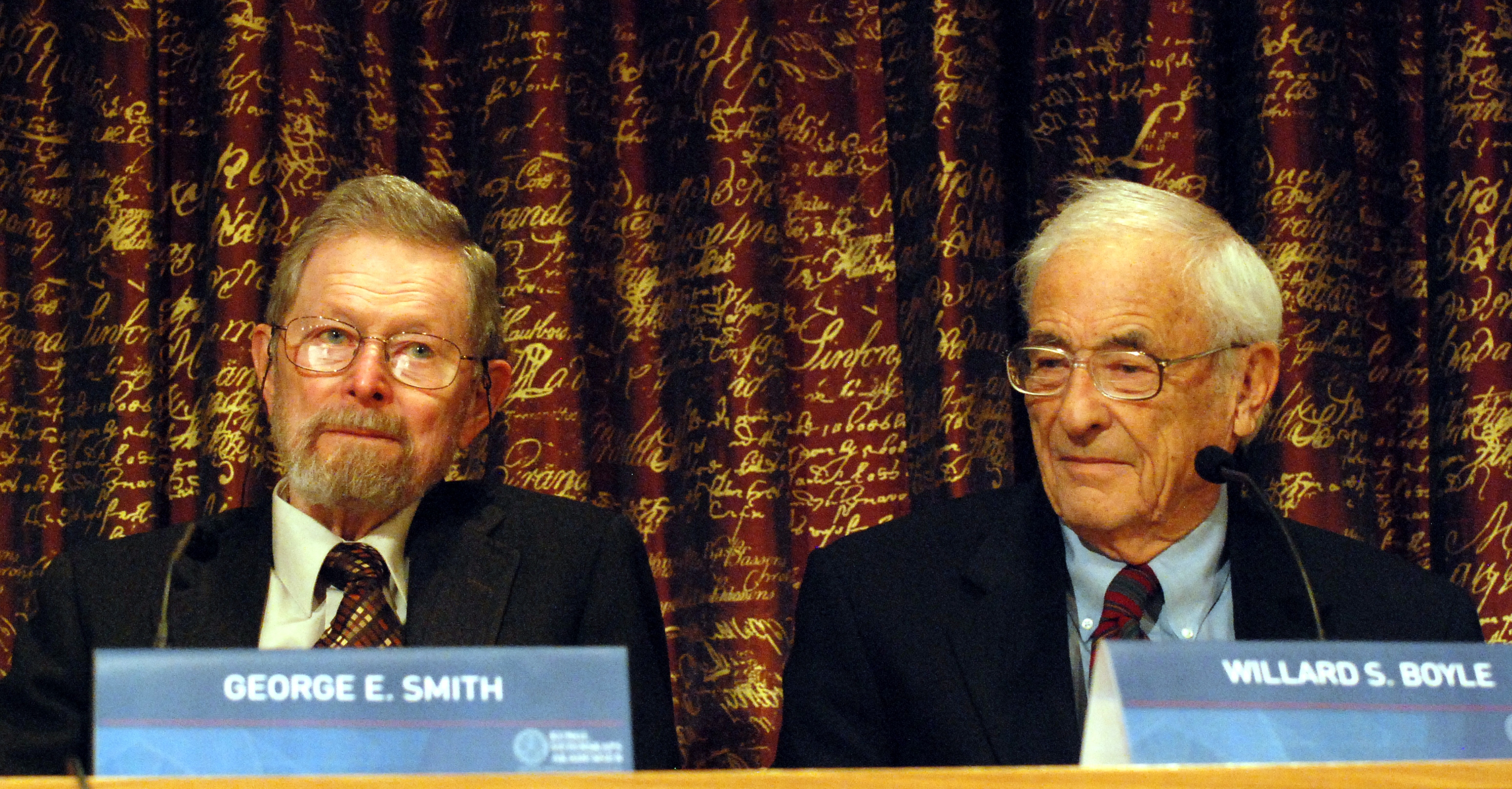
George Smith és Willard Boyle 2009-ben

Willard S. Boyle és George E. Smith 1969-ben az AT&T Bell Labsnél fejlesztették ki az első digitális érzékelőt használó képalkotási módszert, a CCD-technológiát (Charge-Coupled Device), amely eszköz a fényt elektromos jelekké alakítja. Találmányukért 2009. október 6-án fizikai Nobel-díjat kaptak. Az első digitális kamerát Stephen Sasson, az Eastman Kodak egyik alkalmazottja alkotta meg 1975-ben, amiért 2010. november 17-én Barack Obama amerikai elnök a technológiai és innovációs felfedezésekért járó nemzeti érdemrenddel tüntette ki. A digitális jel időbeli lefolyása kvantált, számjegyek írják le és előre meghatározott egységekből épül fel.
A digitális fényképezésben a képrögzítési eljárás optikai és elektronikai folyamatok meghatározott sorát jelenti. A képek előállításának legfontosabb kelléke a szenzor – két alapvető fajtája a CCD és a CMOS –, ami a film helyén helyezkedik el, és az adott gép fényérzékenységét, képfelbontását, színvisszaadását, valamint a kép méretarányait határozza meg. Tükörreflexes fényképezőgépek képérzékelője csak az árnyalatot érzékeli, a színeket nem, ezért a képérzékelők minden egyes képpontja felett egy színszűrő helyezkedik el. Az ezt feldolgozó kalkuláló szoftver (nevezik firmware-nek is) figyelembe veszi a szomszédos szín- és árnyalati információkat, majd pontonként számítja ki a színárnyalatokat. Az elektronikus képrögzítés első lépése az, hogy ennek mikroszkopikus celláiban a fény fizikai elváltozást okoz. A CPU végzi el a kapott adatokból a kép megalkotását, a képfájl létrehozását. E kihagyásával a „nyers” (raw) képadatok arra adnak lehetőséget, hogy más programok segítségével – technikai felkészültségünknek megfelelően – magunknak alkossuk meg a képfájlt. A színes fényképek digitális rögzítésének alapszabványa a 24 bites színmélység, de gyakori a 36 (3x12), esetleg a 42 (3x14) vagy a 48 (3x16) bites formátum is. Azonban ha minden pixel színe 24 számjeggyel rögzül, akkor nagy lesz a képfájl, ami nagy memóriakapacitást igényel. Ennek csökkentésére dolgozták ki a különböző, veszteségmentes és veszteséges tömörítési eljárásokat. A képi információ digitális tárolására számos szabványt (képformátumok) alakítottak ki.

### Objektív

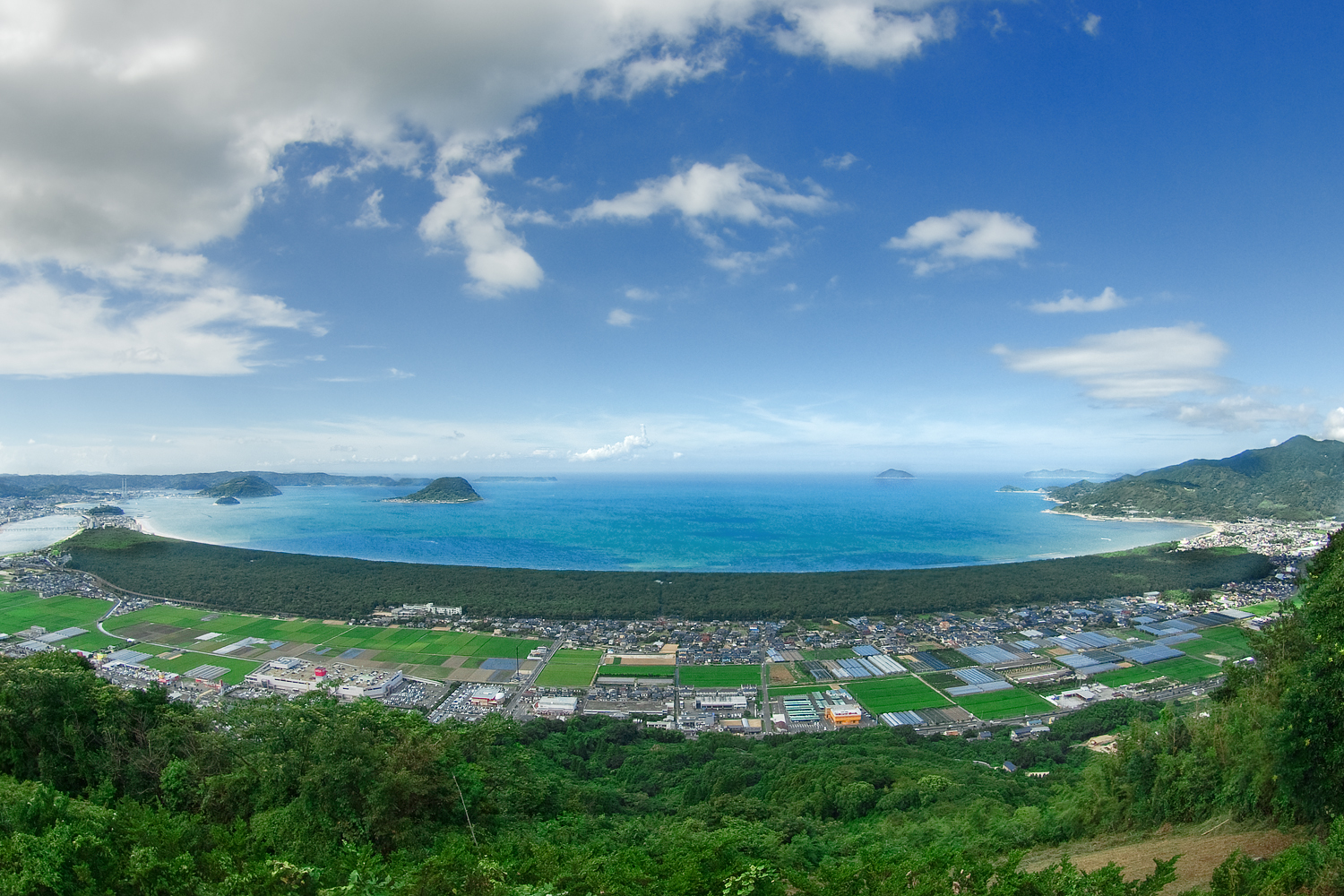
Halszemoptikával készült tájkép

A fotográfiai kép részletgazdagsága és élessége a képet rajzoló objektív és a képet felfogó (rögzítő) anyag (film, CCD/CMOS) feloldóképességétől függ, vagyis a fényérzékeny réteg (az objektív) azon tulajdonságától, hogy mennyire képes a finom, vonalszerű részletek visszaadására.
A camera obscura (vagy lyukkamera) a fényképezőgép és a laterna magica (vetítőgép) közös őse volt, mely szerkezetben már 16. században alkalmaztak konvex (domború, gyűjtő optikai) és bikonvex (kétoldali domború) lencsét, illetve az élességnövelést elősegítő rekeszt is. A 18. században kísérleteztek azonban először a képrögzítésben a gyűjtőlencsék alkalmazásával. Niépce első fennmaradt, Kilátás a dolgozószobából című képének 6-8 órás megvilágítási idejét (amit héliografiának nevezett) Daguerre (társa halála után) már 10 percre is le tudta csökkenteni (az eljárás neve dagerrotípia). Megszületett a fotó-objektív.

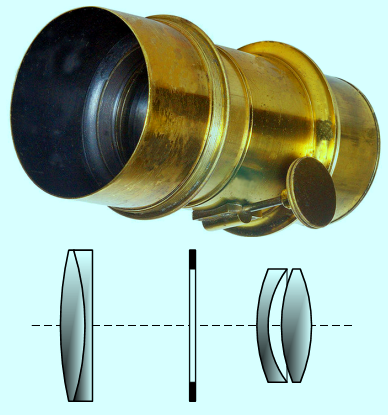
A Petzval objektív

A lencsék alkalmazása azonban magával hozta azok torzításait is a képre. A problémára Petzval József szerkesztett objektívje (ami nagy fényereje mellett a lencsehibákat is remekül korrigálta) jelentett megoldást, amellyel 1841-ben már 45 másodpercre csökkent az exponálás ideje. Az ő objektívje tette lehetővé a fényképészeti ipar megindulását. Fényképészeti célokra már nem használják (a belőle kifejlesztett vetítő objektívek azonban a 20. század végén is a legjobbnak számítottak), helyét az anasztigmát objektívek vették át, amelyek nagy képszögre kiterjedően, nagy fényerővel adnak asztigmatizmustól mentes képet.
Az 1800-as évek végén, 1900-as évek elején az objektívek terén a világszerte ismert Tessar, Biotar, Triotar, Distagon és Sonnar márkanevek alapozták meg Carl Zeiss fotográfiai hírnevét. Ebben az időszakban a Zeiss Ikon AG számított a legelismertebb gyártónak, azonban az 1970-es évekre már nem tudott lépést tartani az egyre népszerűbb, jobb minőségű és olcsóbb japán fotótermékekkel.
A „digitális” objektívek esetében a filmhez közelibb kép létrehozásának feltétele a növekvő pixelszám.

## Szakirodalom

### Kézikönyvek

#### 1900 előtti
- Tóth Mike: A fényképészet titkai, műkedvelők és szakférfiak számára, Szatmár, 1875
- Cserey Lukács: Az arcz- és tájkép-fotografia, Budapest, 1884
- Bessenyey József: A fényképek előállitása. Kézikönyv a fényképészet kezdő műkedvelői számára, Székesfehérvár, 1889
- Gothard Jenő: A fotográfia – gyakorlata és alkalmazása tudományos célokra, Királyi Magyar Természettudományi Társulat, Budapest, 1890 (Természettudományi Könyvkiadó Vállalat)
- Türkel és Schlesinger: A műkedvelő fényképész. Rövid útmutatás a fényképészet megtanulására, Budapest, 1892
- F. Schmidt: A gyakorlati fotografozás kézikönyve, Királyi Magyar Természettudományi Társulat, Budapest, 1897 (Természettudományi Könyvkiadó Vállalat)
- Szilágyi: A fényképészet, Ifj. Weisz Manó és Társa kiadása, Budapest, 1899

#### 1900–1949
- Sajóhegyi Béla: Fotografálás, Stampfel Károly kiadása, Budapest, 1902 (Tudományos Zsebkönyvtár)
- Faragó Géza fényképészeti zsebkönyve. Gyakorlati útmutatás és vénygyűjtemény a kezdő és előrehaladottabb fényképezők számára, Röttig G. Könyvnyomdája, Sopron, 1910?
- Leopold Kornél: Modern fényképezés. Kézikönyv haladó amatőrök részére, kipróbált vénygyüjteménynyel, 6 autotipiai melléklettel, Szerzői kiadás, Budapest, 1910
- Steiner Szilárd: A színes fotográfozás, Királyi Magyar Természettudományi Társulat, Budapest, 1913 (Népszerű Természettudományi Könyvtár)
- Hoffmann Viktor: Útmutató kezdő fényképezők részére, A Fény Fényképezési Folyóirat Kiadása, Budapest, 1916
- Hoffmann Viktor: A fényképezés útmutatója, A Fény Fényképezési Folyóirat Kiadása, Budapest, 1917
- Schuller Aladár: A fényképezés eljárásai és receptjei, Budapest, é. n. [1910-es évek?]
- Ludwig David: Vezérfonal amatőr fényképészek számára. Tankönyv kezdők és előrehaladottak részére, Kecskeméti Sándor Kiadása, Temesvár, 1917
- Satrap fotó-kézikönyv, Chemische Fabrik auf Actien (vorm. E. Schering) fényképészeti osztálya, Berlin-Spindlersfeld, 1927
- Blahó Ede: Fotografáljunk! Zsebkönyv műkedvelők számára. Receptgyűjteménnyel, megvilágítási táblázattal és 41 ábrával, Singer és Wolfner Irodalmi Intézet Rt., Budapest, 1928
- Ludwig David: Fényképészeti útmutató. Univerzális kézikönyv fényképező amatőrök részére, Kassa, 1931
- Hevesy Iván: A fényképezés technikája I–II. A felvétel. A felvétel kidolgozása. Fényképezési kézikönyv kezdőknek és haladóknak, Budapest, é. n. [1930-as évek]
- Vermes Miklós – Fári László: Korszerű fényképezés 1841–1941, Királyi Magyar Természettudományi Társulat, Budapest, 1941
- Sevcsik Jenő: A fényképezés. Elméleti és gyakorlati kézikönyv, Győző Andor Kiadása, Budapest, 1943
- Gyulai Ferenc: A fényképezés kézikönyve. Fotoriport, A Fotoélet Kiadása, Budapest, 1943
- Gyulai Ferenc: A szinesfényképezés gyakorlata, A Fotoélet Kiadása, Budapest, é. n. [1940-es évek?]

#### 1950–1999
- V. Mikulin: Korszerű fényképezés, Népszava Könyv- és Lapkiadó Vállalat, Budapest, 1952
- Sevcsik Jenő: Fényképészeti ismeretek, Műszaki Könyvkiadó, Budapest, 1955
- (szerk.) Dr. Gróh Gyula – Barabás János: A fényképezés kézikönyve, Műszaki Könyvkiadó, Budapest, 1956
- Gyulai Ferenc: Fényképészmester könyve, Táncsics Könyvkiadó, Budapest, 1962
- Barabás János, Berty Imre, Király Zoltán (szerkesztők), Fotolexikon, Akadémiai Kiadó, Budapest, 1963
- (szerk.) Szimán Oszkár – Morvay György: Fotozsebkönyv, Műszaki Könyvkiadó, Budapest, 1965
- Kun Miklós – Sárközi Zoltán – Dr. Sevcsik Jenő: Fotósok könyve, Műszaki Könyvkiadó, Budapest, 1977, ISBN 963-10-1851-2
- Roger Rössing: Fényképezzünk színesre, Műszaki Könyvkiadó, Budapest, 1980, ISBN 963-10-3361-9
- Sevcsik Jenő – Hefelle József: Fényképészet, Műszaki Könyvkiadó, Budapest, 1982, ISBN 963-10-4353-3
- Fotográfozásról; szerk., bev. Bán András; Múzsák, Budapest, 1984
- Imreh Albert: Fényképezés, Kriterion Könyvkiadó, Bukarest, 1990, ISBN 973-260-138-8
- Fotóelméleti szöveggyűjtemény; összeáll. Bán András, Beke László, ford. Jávor Anna, Schulz Katalin, Wessely Anna; Enciklopédia, Budapest, 1997
- John Freeman: A fényképezés enciklopédiája – több mint 800 fényképpel és művészi fotóval / Hogyan készítsünk tökéletes képeket?, Glória Kiadó, Budapest, 1998, ISBN 963-7495-41-x

#### 2000 után
- Dékán István: Fényképezés az alapoktól a szakmai ismeretekig, D2 Fotóstúdió, Budapest, 2000, ISBN 963-04-9269-5
- Kincses Károly: Hogyan (ne) bánjunk (el) régi fényképeinkkel? Amit a régi fényképekről tudni kell; Magyar Fotográfiai Múzeum, Kecskemét, 2000 (A magyar fotográfia történetéből) + CD
- Hidegkuti Gergely – Vinnay Péter: Digitális képalkotás kézikönyv, ViviCom Kiadói és Kommunikációs Kft., Budapest, 2001, ISBN 963-00-8853-3
- Robert Caputo – Peter K. Burian: Tippek és trükkök – Fotóiskola, Geographia Kiadó, Budapest, 2002, ISBN 963-862-423-X
- Wilfried Baatz: Fotográfia, Kossuth Kiadó, Budapest, 2003, ISBN 963-09-4425-1
- (szerk.) Fülöp Norbert: A digitális fotózás nagykönyve I–II. Tippek, trükkök, jó tanácsok a digitális fotózáshoz. Minden, amit a képfeldolgozókról tudni érdemes!, Computer Panoráma Kft., Budapest, 2004, ISBN 963-7639-51-9
- Tim Daly: A digitális fényképezés enciklopédiája. Amit a képalkotásról és az utómunkákról tudni kell, Cser Kiadó, Budapest, 2005, ISBN 963-956-093-6
- Richard Keating – Enczi Zoltán – Török György: A digitális fotózás műhelytitkai. Digitális fényképezőgépek. Tartozékok, kiegészítők. Fotózási tanácsok. A digitális gépek kezelése. Digitális specialitások. Trükkök, Rainbow-Slide Bt., Budapest, 2004, ISBN 963-212-548-7
- Richard Olsenius: Fekete-fehérben, Geographia Kiadó, Budapest, 2005, ISBN 963-9547-33-6
- Daniel Lezano: Fotós biblia. Útmutató a XXI. század fényképészeinek, Pannon-Literatúra Kft., Kisújszállás, 2007, ISBN 963-9677-43-4
- Scott Kelby: A Digitális fotós könyv, Perfact-Pro Kft., Budapest, 2007, ISBN 978-963-87292-7-9
- (szerk.) Rebecca Lescaze: Nagy fotóskönyv. Vadonatúj tippek, Geographia Kiadó, Budapest, 2008, ISBN 978-963-9810-33-4
- Szlanka Viktor – Mayer Dömötör: Fotósuli. Minden, amit a digitális fotózásról tudni érdemes, Arión Kiadó-Extreme Digital Zrt., h. n., 2008, ISBN 978-963-9699-12-0
- Kolta Magdolna: Képmutogatók 2. A látás kultúrtörténete; szerk. Kincses Károly; bőv. kiad.; Magyar Fotográfusok Háza, Budapest, 2008
- (szerk.) Baki Péter: Fényképészet, Magyar Fotóművészek Szövetsége–Magyar Fotográfiai Múzeum, Budapest–Kecskemét, 2010, ISBN 978-963-87736-1-6
- Richard Keating – Enczi Zoltán: A digitális fotózás műhelytitkai kezdőknek. Fotósuli kezdőknek – a látványos fotók titkai, Rainbow-Slide Kiadó, Budapest, 2014, ISBN 978-963-89539-2-6
- François Soulages: A fotográfia esztétikája. Ami elvész, és ami megmarad; ford. Ádám Anikó; Kijárat, Budapest, 2011 (Spatium)
- A fotóművészet születése. A piktorializmustól a modern fotográfiáig, 1889–1929. Szépművészeti Múzeum, 2012. március 29.–július 1.; kurátor Baki Péter; Szépművészeti Múzeum, Budapest, 2012
- Gyenes Zsolt: Fotóművészeti stílusok. Kreatív gyakorlatokkal; Enciklopédia, Budapest, 2013
- David Präkel: Kompozíció; ford. Baki Ádám, Herhoff Katalin; 2. jav., átdolg.; Scolar, Budapest, 2014 (A fotográfia alapjai)
- 1001 fotó amit látnod kell, mielőtt meghalsz; főszerk. Paul Lowe, előszó Fred Ritchin, ford. Beke Zsolt et al.; Gabo, Budapest, 2018

### Sorozatok
- HAFA könyvtár, HAFA (Hatschek és Farkas) kiadása, Budapest, 1940-es évek
- Fotósorozat, Műszaki Könyvkiadó, Budapest, 1960-as évek
- Foto, Ofotért Stúdió, Budapest, 1980-as évek
- National Geographic fotóiskola, Geographia Kiadó, Budapest, 2000-es évek
- A digitális fotózás műhelytitkai, Rainbow-Slide Bt., Budapest, 2000-es évek

### Lexikonok
- Fehér Rezső: Amatőr fényképezők tankönyve és lexikona, Fehér és Tsa, Budapest, é. n. [1930-as évek]
- (szerk.) Kleeberg Zoltán – Vigh Viktor: Gyakorlati fotolexikon, Budapest Székesfőváros Irodalmi és Művészeti Intézet, Budapest, é. n. [1930-as évek]
- (szerk.) Király Zoltán – Berty Imre – Barabás János: Fotolexikon, Akadémiai Kiadó, Budapest, 1963
- (főszerk.) Morvay György: Új fotolexikon, Budapest, Műszaki Könyvkiadó, 1984, ISBN 963-10-5372-5

### A fényképészet története
- Hevesy Iván: A fényképezés nagy mesterei. A fotóművészet 100 esztendeje, Hatschek és Farkas Kiadása, Budapest, 1939
- Hevesy Iván: A fotoművészet egyetemes története, Budapesti Fotoklub-Népművelési Intézet, Budapest, é. n. [1950-es évek?]
- Hevesy Iván: A magyar fotoművészet története, Bibliotheca Könyvkiadó, Budapest, 1958
- Horváth Árpád: Camera obscura. A fényképezés és a film története, Táncsics Könyvkiadó, Budapest, 1965
- Szilágyi Gábor: A fotóművészet története. A fényrajztól a holográfiáig, Képzőművészeti Alap Kiadóvállalata, Budapest, 1982, ISBN 963-336-282-2
- Kocsis István: A színes fényképezés története. A bíborcsigától az autochromig, Dunakanyar Fotóklub, Vác, 2006, ISBN 978-963-06-1403-0
- Kolta Magdolna – Tőry Klára: A fotográfia története, Digitális Fotó Magazin, Budapest, 2007, ISBN 9789630622776
- Mary Warner Marien: A fotográfia nagykönyve – A fényképezés kultúrtörténete; ford. Gyárfás Veronika; Typotex Kiadó, Budapest, 2011, ISBN 978-963-279-427-3